# روبرت لي هنري
روبرت لي هنري (بالإنجليزية: Robert Lee Henry)‏ هو محامي وسياسي أمريكي، ولد في 12 مايو 1864، وتوفي في 9 يوليو 1931 في هيوستن في الولايات المتحدة. حزبياً، نشط في الحزب الديمقراطي. وقد انتخب عضو مجلس النواب الأمريكي.